# 池松美波
池松 美波（いけまつ みなみ、2001年12月19日 - ）は、日本の女子バスケットボール選手である。ポジションはシューティングガード。

## 来歴
福岡県出身。
二島中で全中ベスト4、聖カタリナ学園高校でウィンターカップベスト8を経験し、U-16アジアカップの日本代表にも選出。
東京医療保健大進学後はインカレ優勝を経験し、ワールドユニバーシティゲームズ日本代表として銀メダル獲得。
2023年12月、三菱電機コアラーズにアーリーエントリー登録。
2025年、三菱電機を退団。

## 日本代表歴
- 2017 U16アジア杯
- 2023 ワールドユニバーシティゲームズ（準優勝）